# Poświętne (gromada w powiecie łapskim)
Poświętne – dawna gromada, czyli najmniejsza jednostka podziału terytorialnego Polskiej Rzeczypospolitej Ludowej w latach 1954–1972.
Gromady, z gromadzkimi radami narodowymi (GRN) jako organami władzy najniższego stopnia na wsi, funkcjonowały od reformy reorganizującej administrację wiejską przeprowadzonej jesienią 1954 do momentu ich zniesienia z dniem 1 stycznia 1973, tym samym wypierając organizację gminną w latach 1954–1972.
Gromadę Poświętne z siedzibą GRN w Poświętnem utworzono – jako jedną z 8759 gromad – w powiecie wysokomazowieckim w woj. białostockim, na mocy uchwały nr 24/V WRN w Białymstoku z dnia 4 października 1954. W skład jednostki weszły obszary dotychczasowych gromad Poświętne, Gołębie, Dzierzki, Grochy Stare, Chomizna, Kamieńskie Pliszki, Kamieńskie Wiktory, Kamieńskie Jaśki i Kamieńskie Ocioski ze zniesionej gminy Poświętne w tymże powiecie. Dla gromady ustalono 11 członków gromadzkiej rady narodowej.
13 listopada 1954 roku gromada weszła w skład nowo utworzonego powiatu łapskiego.
31 grudnia 1959 do gromady Poświętne przyłączono obszar zniesionej gromady Pietkowo.
Gromada przetrwała do końca 1972 roku, czyli do kolejnej reformy gminnej. Z dniem 1 stycznia 1973 roku reaktywowano gminę Poświętne.